# Llyn Idwal
Llyn Idwal är en sjö i Storbritannien.   Den ligger i kommunen Gwynedd och riksdelen Wales, i den södra delen av landet, 300 km nordväst om huvudstaden London. Llyn Idwal ligger 373 meter över havet.Trakten runt Llyn Idwal består i huvudsak av gräsmarker.